# HK Skalica
HK Skalica je slovenský hokejový klub, který byl ve Skalici založený v roce 1936.
Založený jako Sokol Tekla, roku 1953 přejmenovaný na Tatran, roku 1963 ZVL Skalice a nynější název, HK 36 Skalica, získal v roce 1993, kdy se odtrhl od Športového klubu Skalica. Od roku 1974 byl pravidelným účastníkem 1. SNHL, ve které se udrželi do roku 1989. V sezóně 1997/98 postoupil klub do Slovenské hokejové extraligy. Jeho úspěchem byly bronzové medaile v slovenské hokejové extralize, které klub získal v sezónách 1998/99 a 2007/08 a historickým úspěchem jsou stříbrné medaile ze sezóny 2008/09, kde ve finále nestačili mužstvu HC Košice.
V sezóně 2015/16 se klub (tehdy pod názvem HK 36 HANT Skalica) dostal do závažných finančních problémů, kvůli kterým přestal nastupovat k zápasům slovenské extraligy. Ze soutěže byl proto vyloučen a zkrachoval. Následná snaha o záchranu hokeje ve Skalici však byla úspěšná, byl zformován nový klub s názvem HK Skalica, který byl přijat v srpnu 2016 do Slovenského zväzu ľadového hokeja a získal licenci pro 1. ligu od krachující prvoligové HC Dukla Senica.

## Historie názvů
- 1936 – TJ Sokol Tekla Skalica
- 1952 – TJ Tatran Skalica
- 1963 – ZVL Skalica
- 1993 – HK 36 Skalica
- 2015 – HK 36 HANT Skalica
- 2016 – HK Skalica

## Slavní hráči
- Eduard Hartmann
- Žigmund Pálffy
- Patrik Rybár
- René Školiak
- Miroslav Zálešák
- Dušan Pašek ml.
- Martin Hujsa
- Juraj Mikúš
- René Jarolín
- Marián Studenič